# 白沙街道 (三明市)
白沙街道是中国福建省三明市三元区下辖的一个街道。2020年6月，撤销城东乡，原城东乡的白沙、台江村并入白沙街道。

## 行政区划
白沙街道共辖7个社区和2个行政村，分别是：
桥西社区、群二社区、群一社区、白沙社区、长安社区、台江社区、桃源社区、白沙村和台江村。